# 94 Ceti
94 Ceti (94 Cet) es una estrella trinaria situada en la constelación de Cetus. Situada a una distancia de 73 años luz del sistema solar, brilla con magnitud aparente +5,06.
94 Ceti A es una enana blanco-amarilla con cerca de 1,3 veces la masa solar, mientras 94 Ceti B y C son enanas rojas.
Se ha detectado un exceso de infrarrojos alrededor de la estrella primaria, lo que probablemente indica la presencia de un disco circunestelar en un radio de 95 UA. La temperatura de este polvo es de 40 K.

## Estrella primaria
La estrella primaria del sistema es 94 Ceti A, estrella blanco-amarilla de tipo espectral F8V con una temperatura superficial de 6190 ± 45 K.
Tiene una masa de 1,33 masas solares y es 3,68 veces más luminosa que el Sol.
Su radio es un 90 % más grande que el radio solar y gira sobre sí misma con una velocidad de rotación proyectada de 8 km/s.
Aunque en un principio se pensó que 94 Ceti A podía ser una binaria espectroscópica, en 2000 se descubrió la existencia de un planeta gigante en torno a esta estrella.
94 Cet A tiene una metalicidad —basada en su abundancia relativa de hierro— un 61 % mayor que la solar ([Fe/H] = +0,207).
Los niveles de otros elementos evaluados son igualmente elevados, destacando el nivel de cobre, tres veces más alto que en el Sol.

## Estrella secundaria
94 Ceti B, una enana roja de tipo M3V. Mucho más tenue que su compañera, su luminosidad equivale a poco más del 1 % de la luminosidad solar.
La separación media entre las dos estrellas del sistema es de 151 UA. Emplean unos 1420 años en completar una vuelta a lo largo de su órbita, cuya excentricidad es ε = 0,26.

## Sistema planetario
La zona de habitabilidad en torno a 94 Ceti A se sitúa a 2,11 UA de la estrella. El planeta extrasolar descubierto, denominado HD 19994 b o 94 Ceti b, orbita a 1,42 UA de la estrella y su masa es al menos un 68 % mayor que la masa de Júpiter. Parece improbable la existencia de un planeta terrestre en la zona de habitabilidad por la presencia del planeta gigante, cuya órbita es claramente excéntrica.
| Acompañante (En orden desde la estrella) | Masa (MJ) | Período orbital (días) | Semieje mayor (UA) | Excentricidad |
| ---------------------------------------- | --------- | ---------------------- | ------------------ | ------------- |
| HD 19994 b                               | > 1,68    | 535,7 ± 3,1            | 1,42               | 0,3 ± 0,04    |